# Walter Giesker
Walter Giesker (* 13. August 1901 in Jeggen, Landkreis Osnabrück; † 27. Oktober 1976 in Bissendorf) war ein deutscher Politiker (CDU) und Abgeordneter des Niedersächsischen Landtages.

## Leben
Giesker studierte Landwirtschaft an der Universität Göttingen und arbeitete danach als selbständiger Landwirt. Er trat zum 1. Mai 1933 der NSDAP bei (Mitgliedsnummer 3.060.882). Seit der Konstituierung der Landwirtschaftskammer war er deren Vorstandsmitglied. Im Jahr 1948 wurde er Mitglied des Kreistages des Landkreises Osnabrück. Vom Januar 1949 bis 1964 war er Landrat des Landkreises Osnabrück. 
Er war vom 6. Mai 1951 bis 5. Juni 1967 Mitglied des Niedersächsischen Landtages (2. bis 5. Wahlperiode). Vom 6. Mai 1951 bis 5. Mai 1959 war er Mitglied der DP/CDU-Fraktion.